# Kroucenec širolistý
Kroucenec širolistý, též křivenec širolistý, je druh mechu.

## Znaky
Lodyžka je až 1 cm vysoká, lístky jsou za vlhka přímé, za sucha na vrcholu rostliny stočené, jazykovité, vyduté a zašpičatělé. Čepel i žebro jsou papilnaté, papily většinou mají tvar písmene C. Štět je žlutý, tobolka válcovitá a přímá, čepička kápovitá.

## Možnost záměny
Existuje 5 podobných druhů, z nichž D. wilczekii nemá peristom a D. laurerii a D. cernuus mají lístky na okraji lemované.

## Stanoviště
Na otevřených místech povrchu vápnitých půd, na stromové hranici a nad ní.

## Rozšíření
Vysoké polohy Bavorského lesa a Alp.